# Vườn quốc gia Dãy núi Semien
Vườn quốc gia Dãy núi Semien là một trong những vườn quốc gia tại Ethiopia. Nằm ở Semien Gondar của vùng Amhara, vườn quốc gia này bao phủ dãy núi Semien và bao gồm Ras Dashan, đỉnh cao nhất ở Ethiopia và cao thứ tư ở châu Phi. Nó là nơi sinh sống của một số loài động vật có nguy cơ tuyệt chủng, bao gồm Sói Ethiopia, Linh miêu tai đen, khỉ đầu chó Gelada, và dê núi Walia, một loài dê hoang không tìm thấy ở bất cứ nơi nào khác trên thế giới. Vườn quốc gia là nơi sinh sống của 50 loài chim, đặc biệt nhất là loài Kền kền râu với sải cánh rộng đến 3 mét.
Có một con đường đất băng qua vườn quốc gia từ Debarq, nơi đặt trụ sở chính của vườn quốc gia, chạy về phía đông qua một số ngôi làng đến đèo Buahit ở độ cao 4.200 mét so với mực nước biển. Sau đó, con đường hướng về phía nam kết thúc tại Mekane Berhan, nằm ngoài ranh giới của vườn quốc gia khoảng 10 km.

## Lịch sử
Vườn quốc gia này được thành lập năm 1969 bởi C. W. Nicol, một người Nhật Bản gốc Wales, người đã viết về những kinh nghiệm của ông trong Từ mái nhà của châu Phi.
Vùng Simien là nơi sinh sống và trồng trọt trong ít nhất 2.000 năm. Ban đầu, xói lở để lộ ra bằng chứng về trồng trọt ở độ dốc thoai thoải của thung lũng cao nguyên nhưng sau đó mở rộng đến trên sườn dốc. Vườn quốc gia là một trong những địa điểm đầu tiên được UNESCO công nhận là di sản thế giới năm 1978. Tuy nhiên, do số lượng sinh vật giảm sút nghiêm trọng của một số loài bản địa, nó đã bị đưa vào danh sách di sản thế giới bị đe dọa năm 1996.

## Địa lý
Qua hàng triệu năm, do sự xói lở lớn của cao nguyên Ethiopia tạo ra các đỉnh núi răng cưa, thung lũng sâu và những vách đá ở độ cao 1.500 mét tuyệt đẹp khiến vườn quốc gia là một trong số những nơi có phong cảnh ngoạn mục nhất thế giới.
Khu vực di sản nằm ở phía tây của dãy núi Simien và cách tỉnh Gondar của Begemder 120 km về phía tây bắc của Ethiopia. Nước được nuôi dưỡng bởi sông Mayshasha, chảy từ bắc xuống nam. Kết quả là, vườn quốc gia phong phú về hệ động thực vật hoang dã.

## Động thực vật
Thảm thực vật là sự pha trộn của rừng và thảm thực vật núi cao. Khu vực núi cao là nơi có thảo nguyên núi cao, thông, thủy tùng khổng lồ (Lobelia rhynchopetalum), anh thảo vàng (Primula verticillata), Cúc bất tử (Helichrysum), Rêu (Grimmiaceae), địa y.
Các rặng núi và hẻm núi rải rác đồng cỏ, rừng và cây bụi. Trước đây từng có những khu rừng ban Thánh Gioan (Hypericum) ở độ cao từ 3.000-3.800 m so với mực nước biển, nhưng bây giờ đã biến mất. Số chính xác không được biết đến.
Về động vật, vườn quốc gia là nơi có nhiều loài động vật quý hiếm bao gồm Khỉ đầu chó Gelada, sói Ethiopia, dê núi Walia. Những loài sống trên sườn dốc phía bắc của khối núi phần lớn có nguồn gốc từ dãy núi Semien và hầu hết có mặt tại vườn quốc gia. Ngoài Sói Ethiopia là loài đặc hữu của quốc gia và một số loài khác có thể kể đến Khỉ đầu chó Hamadryas, Khỉ Colobus đen trắng, Báo châu Phi, Linh miêu tai đen, Mèo hoang, Linh cẩu đốm, Chó rừng. Một số loài động vật ăn cỏ lớn bao gồm Linh dương bụi rậm, Linh dương hoẵng thông thường, Linh dương Klipspringer.
Vườn quốc gia có sự phong phú với 400 loài chim Kền kền râu, Đại bàng đen, Cắt Lanner, Ưng Augur, Quạ mỏ dày. Tổng cộng có 21 loài thú với 3 loài đặc hữu, 63 loài chim trong đó có 7 loài đặc hữu được ghi nhận.